# Caribbean Princess
El MS Caribbean Princess es un crucero de la clase Grand modificado propiedad y operado por Princess Cruises. Tiene una capacidad de más de 3600 pasajeros, la mayor capacidad de carga en la flota de Princess hasta junio de 2013 cuando entró en servicio el Royal Princess, otro barco de Princess, superó su récord. Tiene 900 camarotes con balcón y una cubierta de mini suites.
El Caribbean Princess es un poco más grande que los otros barcos de su clase (Star Princess, Golden Princess y Grand Princess), debido a una cubierta adicional de camarotes llamada cubierta "Riviera". Otra diferencia es que, al estar diseñado inicialmente para navegar por el Caribe durante todo el año, no hay un techo corredizo sobre el área de la piscina para protegerse cuando hace mal tiempo y fue el primer crucero de tener un cine al aire libre.